# Viviparité
La viviparité est un mode de reproduction dans lequel l'embryon se développe à l'intérieur du corps de l'un de ses parents (sauf exception, le parent femelle).

## Biologie animale
Une espèce animale est qualifiée scientifiquement de vivipare lorsque son mode de reproduction satisfait les deux critères suivants :
- le parent ne pond pas des œufs mais met au monde une progéniture viable, que l'espèce soit nidicole ou nidifuge ;
- le développement embryonnaire prend place dans une matrice spécialisée du tractus génital (par exemple dans un utérus).

Cette qualification est parfois restreinte par un critère supplémentaire : au sein de la matrice, l'embryon reçoit un apport nutritif de type matrotrophie durant tout ou partie de son développement. Le processus au cours duquel l'embryon se développe chez une espèce vivipare est alors appelé gestation. Les espèces chez lesquelles l'embryon se développe dans l'œuf mais ne reçoit pas d'apport nutritif sont dites ovovivipares.
C'est la femelle qui effectue la gestation, à l'exception notable des Syngnathidés (dont les hippocampes et les dragons de mer) chez qui c'est le mâle qui l'assume.

### Histoire

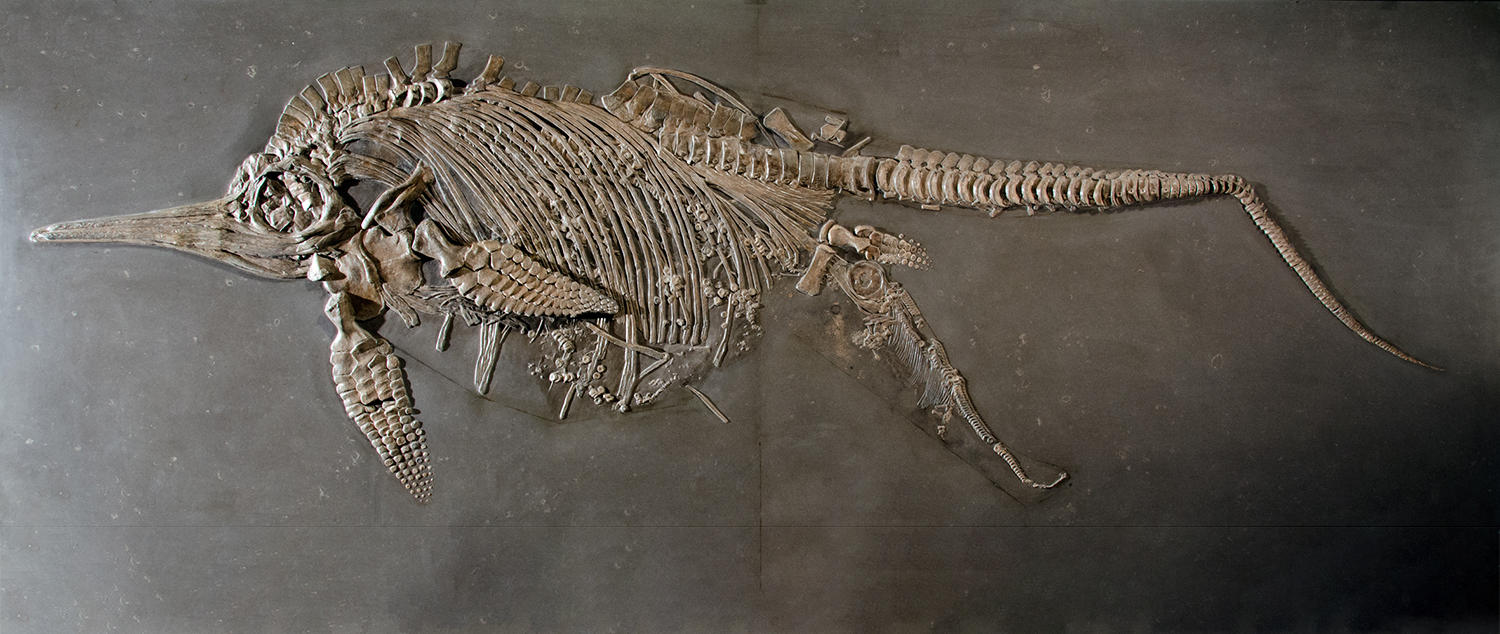
Une femelle ichthyosaure et son embryon expulsé au moment de la mort, un fossile exceptionnel (gisement d'Holzmaden, Allemagne).

Le fossile représentant la forme la plus ancienne de viviparité d'un vertébré a été découvert dans la formation de Gogo par l'équipe de John A. Long, du Museum Victoria à Melbourne. Il s'agit du poisson Materpiscis attenboroughi (un placoderme) datant de 380 Ma ; ce qui signifie que la viviparité serait apparue 200 millions d'années plus tôt qu'estimé auparavant. La découverte a été publiée dans la revue  Nature en 2008.
Les ichtyosaures, un ordre de reptiles marins apparu au Trias il y a 250 millions d'années, étaient vivipares.

### Lignées vivipares
Il existe plus de 150 lignées de vertébrés vivipares et pas moins de 140 lignées d'invertébrés vivipares.
La viviparité est la règle commune chez de nombreux mammifères actuels (placentaires et marsupiaux, exception étant faite des monotrèmes) mais on la retrouve également chez certains reptiles (comme le Serpent caméléon), quelques amphibiens (les salamandres), des arthropodes comme chez certains insectes (pucerons, mouches tsé-tsé) ou certains scorpions (le Scorpion empereur), certains poissons (la famille des Goodeidés, certains requins comme les requins-marteaux, la Loquette d'Europe), ainsi que quelques nématodes (par exemple la Trichine).

### Stratégies
Les lignées vivipares présentent diverses stratégies de nutrition de l'embryon, notamment :
- la placentotrophie (partielle ou complète) ;
- l'adelphophagie ;
- l'histotrophie (desquamation utérine) ;
- l'allaitement in utero (via trophonèmes) ;
- l'ovatrophie in utero.

Beaucoup de lignées utilisent plusieurs de ces stratégies (simultanément ou en alternance) : lécithotrophie + placentotrophie, ovatrophie + adelphophagie, etc.
Chez les mammifères thériens, la nutrition se fait via le placenta et le cordon ombilical. Il n'y a donc pas de stade externe libre pour l'œuf, celui-ci est conservé dans les voies génitales de la femelle jusqu'à son expulsion.

## Biologie végétale
Le terme viviparité est utilisé en botanique pour désigner un mode de reproduction où la germination des graines se produit alors qu'elles sont encore dans le fruit accroché à la plante-mère.
C'est un cas extrême de semences dites récalcitrantes. On peut observer un tel développement sur les palétuviers et chez certaines cactées épiphytes cultivées (Epiphyllum phyllanthus ou Rhipsalis pilocarpa par exemple, avec des graines qui s'avèrent viables). Ce phénomène présente  probablement un intérêt évolutif.